# Ига (провинция)
Ига (яп. 伊賀国 Ига-но-куни) — историческая область Японии в регионе Кинки на острове Хонсю. Соответствует западной части префектуры Миэ.
Провинция Ига была создана в 680 году в результате деления провинции Исэ. Её административный центр находился в современном местечке Саканосимокуни, части современного города Ига.
Большую часть провинции Ига занимали горы. Транспортная инфраструктура не была развитой. Сложный рельеф и отсутствие дорог превращали провинцию в труднодоступную местность. В этой «естественной крепости» в XII веке зародилась одна из ячеек ниндзя — японских профессиональных шпионов и наемных убийц. К середине XVI века провинцией Ига фактически руководили её знатные роды, невзирая на то, что из столицы формально назначали губернаторов.
Во второй половине XVI века, в результате конфликта местных ниндзя с Одой Нобунагой, почти вся провинция Ига была опустошена, а шпионские организации разгромлены. Части уцелевших ниндзя удалось продолжить своё существование лишь благодаря найму к Токугаве Иэясу, который в 1603 году стал сёгуном Японии.
На протяжении периода Эдо земли Ига были под контролем рода Тодо. В провинции были проведены кардинальные реформы — была создана транспортная сеть, отстроены основные города и сёла, подняты целинные земли. Ради безопасности, уцелевшие организации ниндзя были распущены, а их членов приняли в местную полицию.
Провинция Ига была местом рождения Мацуо Басё (1644—1694), известного японского поэта хайку.
В 1876 году, в результате административной реформы, территория провинции Ига была включена в состав префектуры Миэ.